# Michail Tsvet
Michail Semjonovitj Tsvet (Михаи́л Семёнович Цвет, även stavat Tsvett, Tswett, Tswet, Zwet och Cvet), född den 14 maj 1872 i Asti, Italien, död den 26 juni 1919 i Voronezj, Ryssland, var en rysk-italiensk botaniker som uppfann adsorbtionskromatografin. Hans släktnamn är ett aptonym eftersom det betyder både "färg" och "blommande" på ryska.

## Biografi
Mikhail Tsvet föddes den 14 maj 1872 i Asti, Italien. Hans mor, Marie Dorroza, var italienska och hans far, Simeon Tsvet, var en rysk tjänsteman. Hans mor dog strax efter hans födelse och han växte upp i Genève i Schweiz. Hans modersmål var franska (han lärde sig ryska först som tonåring). Han tog sin bachelor-grad på institutionen för fysik och matematik vid Université de Genève 1893. Han beslöt emellertid att ägna sig åt botanik och fick sin doktorsgrad 1896 för ett arbete om cellfysiologi (Études de physiologie cellulaire). Han flyttade därefter till Sankt Petersburg eftersom hans far kallades hem från sin utrikestjänst. Där började han arbeta vid det biologiska laboratoriet vid Ryska Vetenskapsakademin. År 1897 blev han botaniklärare för kvinnor. Hans schweiziska avhandling godkändes inte i Ryssland och han fick disputera på nytt vid Kazanuniversitetet 1901 (med en avhandling "Om klorofyllpartikelns fysikalisk-kemiska struktur"). Han blev laboratorieassistent vid institutionen för växtfysiologi vid Universitetet i Warszawa 1902 och året efter biträdande professor där. Han undervisade även vid andra skolor i Warszawa. Efter första världskrigets utbrott evakuerades Politechnika Warszawska (tekniska högskolan) till Moskva. År 1917 blev han professor i botanik vid Tartu Universitet i Estland. När tyska trupper ockuperade staden 1918 evakuerades universitetet till Voronezj, en stor stad i södra delen av europeiska Ryssland. Tsvet dog där av en kronisk strupinflammation den 26 juni 1919 vid 47 års ålder.

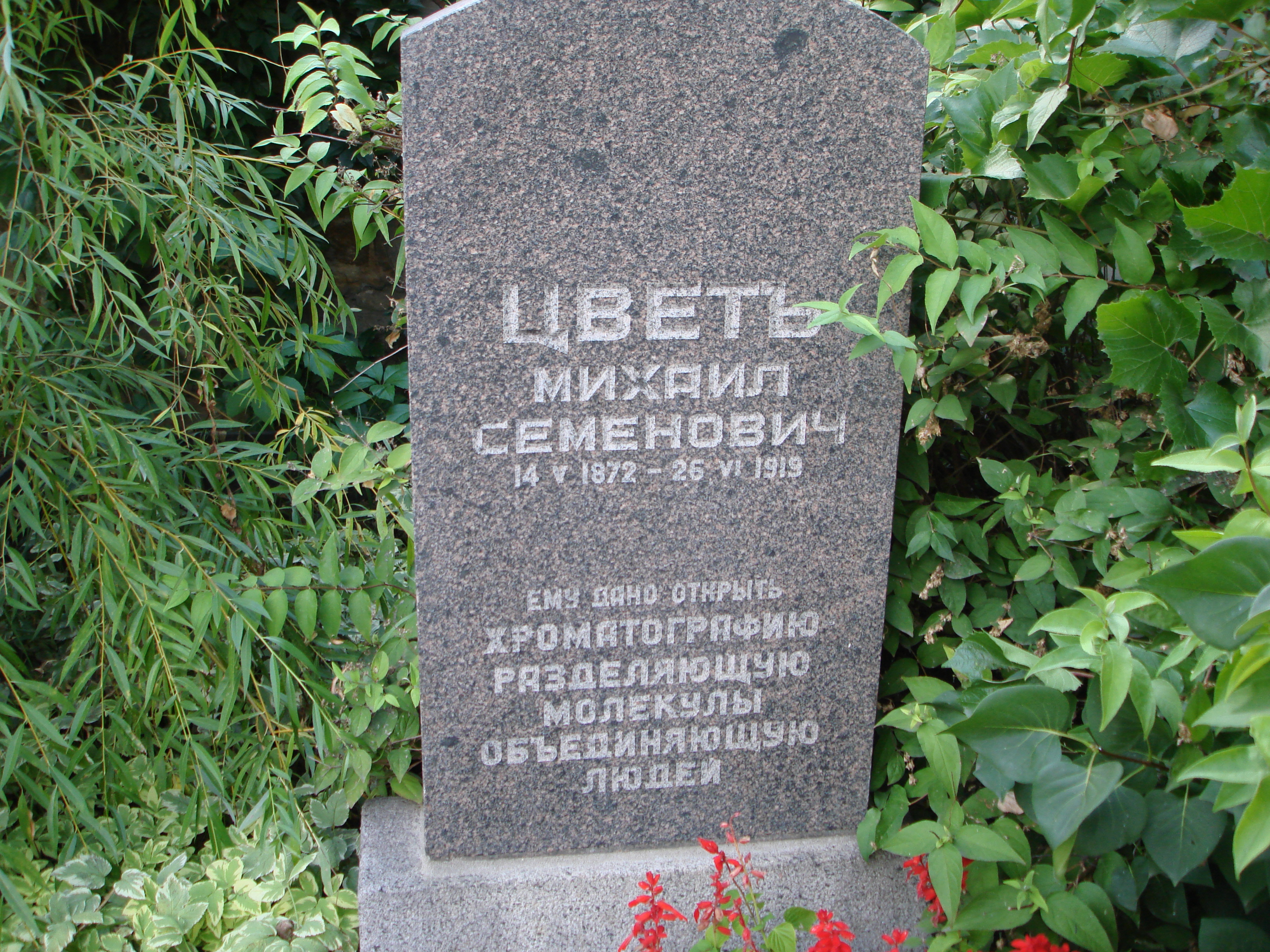
Michail Tsvets grav med inskriptionen "Han uppfann kromatografin, skilde på molekyler, men förenade folk"."

## Kromatografi
Michail Tsvet uppfann kromatografin i början av 1900-talet under sina studier av växtpigment. Han använde sig av kolonnkromatografi med kalciumkarbonat som stationär fas och blandningar av petroleumeter och etanol som rörlig fas för att separera klorofyller och karotenoider. Metoden beskrevs den 30 december 1901 vid den XI Kongressen för Naturvetare och Fysiker (XI съезд естествоиспытателей и врачей) i Sankt Petersburg. Den första tryckta beskrivningen gjordes 1905 i "Handlingar från Warszawas Naturvetenskapliga Sällskap, avdelningen biologi". Första gången han använde uttrycket "kromatografi" i skrift var 1906 i sina två uppsatser om klorofyll i den tyska botaniska tidskriften Berichte der Deutschen botanischen Gesellschaft. Han demonstrerade sin kromatograf för det Tyska Botaniska Sällskapet 1907.
Av flera anledningar ignorerades Tsvets arbete länge: De tragiska händelserna i Ryssland under början av 1900-talet, det faktum att Tsvet ursprungligen publicerade sig på ryska (vilket gjorde hans resultat i stort sett otillgängliga för vetenskapsmän i väst) och en artikel som förnekade Tsvets upptäckt samverkade till att hålla hans upptäckter okända. Richard Willstätter och Arthur Stoll försökte upprepa Tsvets experiment, men misslyckades eftersom de använde an alltför aggressiv adsorbent som förstörde klorofyllet. De publicerade sina resultat och Tsvets upptäckt föll i glömska. Den återupplivades tio år efter hans död genom den österrikiske biokemisten Richard Kuhn (som studerat för Willstätter) och hans student, tysken Edgar Lederer liksom av A. J. Martins och R. L. Synges arbeten.

## Övrigt
Asteroiden 2770 Tsvet är uppkallad efter honom.